# Olga Kurylenko
Olga Konstiantinivna Kurylenko (em ucraniano:  Ольга Костянтинівна Куриленко, transl. Olʹha Kostyantynivna Kurylenko; Berdiansk, RSS da Ucrânia, em 14 de novembro de 1979) é uma atriz e modelo franco-ucraniana. Nascida e criada em Berdyansk, Kurylenko mudou-se para Paris aos 16 anos para seguir a carreira de modelo. Depois de iniciar sua carreira de atriz em 2004, ela teve seu primeiro grande papel no cinema no thriller de ação Hitman (2007). Ela ganhou reconhecimento como a Bond girl Camille Montes no filme de James Bond Quantum of Solace (2008) e como Taskmaster no filme de super-heróis Black Widow (2021).
Ela também estrelou To the Wonder (2012), de Terrence Malick, a comédia de humor negro de Martin McDonagh, Seven Psychopaths (2012), o filme de ficção científica Oblivion (2013), a sátira política de Armando Iannucci, The Death of Stalin (2017), The Man Who Killed Don Quixote (2018), de Terry Gilliam, a minissérie da Netflix, Treason (2022) e o filme de ação Resgate 2 (2023).

## Vida pregressa
Olga Kurylenko nasceu em Berdiansk, na Ucrânia , então parte da União Soviética. Seu pai, Konstantin Kurylenko, é ucraniano, e sua mãe, Marina Alyabysheva - professora de arte e artista expositora - nasceu no oblast de Irkutsk, na Rússia, e é de ascendência russa e bielo-russa.
Seus pais se divorciaram quando ela tinha três anos e ela foi criada por sua mãe. Olga raramente teve contato com o pai, encontrando-o pela primeira vez depois da separação quando ela tinha oito anos, e depois quando ela tinha treze anos.

## Carreira

### Modelo
Kurylenko foi descoberta por uma modelo feminina enquanto estava de férias em Moscou, aos 13 anos de idade. Com 15 anos, ela se mudou da Ucrânia para Moscou. A princípio, sua mãe temia que fosse uma rede de tráfico de meninas para se tornarem escravas sexuais. Aos 16 anos ela se mudou para Paris, em 1996, ela assinou um contrato com a agência de modelos Madison, em Paris, onde conheceu sua publicista, Valérie Rosen. No ano seguinte, aos 18 anos, ela apareceu nas capas das revistas Vogue e Elle. Ela também apareceu nas capas das revistas Madame Figaro e Marie Claire. Ela se tornou o rosto das marcas Bebe, Clarins e Helena Rubinstein. Ela também modelou para Roberto Cavalli e Kenzo, e apareceu no catálogo da Victoria's Secret. Enquanto trabalhava como modelo em Paris, Kurylenko ajudava sua mãe na Ucrânia.

### Atriz

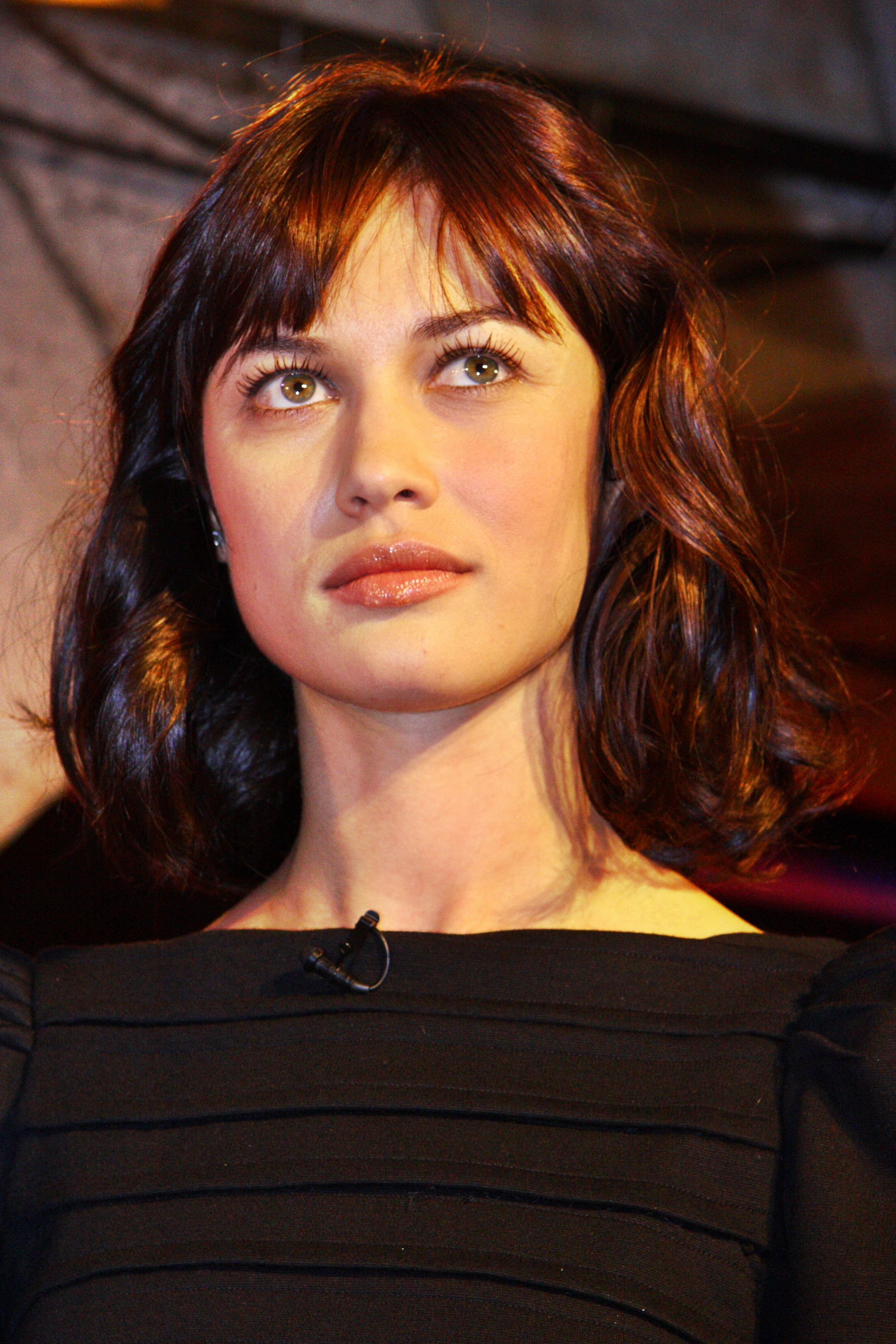
Olga Kurylenko durante a apresentação do novo Ford Ka em Paris, 2008.

Em 1998, ela participou do videoclipe do cantor francês de estilo Raï, Faudel, chamado "Tellement Je T'aime". Uma de suas primeiras aparições como atriz foi no videoclipe de Seal, "Love's Divine" em 2003, mas sua carreira no cinema realmente começou na França em 2004, quando ela filmou seu primeiro longa-metragem, L'Annulaire, pelo qual recebeu o prêmio de melhor atriz e o certificado de excelência no Festival Internacional de Cinema do Brooklyn de 2006 por sua atuação. Em seguida, ela estrelou Paris, je t'aime (2006), no segmento Quartier de la Madeleine, contracenando com Elijah Wood. Nesse mesmo ano, ela foi escolhida para ser o rosto da nova fragrância de Kenzo, Kenzo Amour.

Olga Kurylenko parou de modelar em 2006, após mais de dez anos trabalhando na indústria e passou a atuar. Em 2007, ela teve a sua grande revelação estrelando Hitman ao lado de Timothy Olyphant; onde ela interpreta Nika Boronina, uma prostituta da máfia russa que se torna companheira do Agente 47. Ela tinha 27 anos. Olga teve um papel menor em Max Payne como Natasha Sax, outra adaptação de um jogo de vídeo game. Seu outro grande papel foi como a Bond girl Camille Montes no filme de James Bond de 2008, Quantum of Solace (depois de derrotar Gal Gadot nos testes). Depois de ter testado mais de 400 jovens mulheres, o diretor Marc Forster voltou sua atenção para a jovem atriz franco-ucraniana, porque ela parecia ser a mais confiante. No filme, ela interpreta a agente do Serviço Secreto boliviano Camille Montes Rivero, que se une a Bond para deter uma organização terrorista e vingar a morte de seus pais. Como a personagem de Camille Montes é de origem boliviana, Olga Kurylenko teve aulas de sotaque com um treinador de dialeto para ser convincente em seu papel. Ela também realizou algumas de suas acrobacias sem dublê, e disse que achou que ia morrer na cena da perseguição de lanchas. No mesmo ano, ela e sua mãe conheceram a primeira-dama da Ucrânia, Kateryna Yushchenko, na casa de campo da família do presidente Victor Yushchenko.

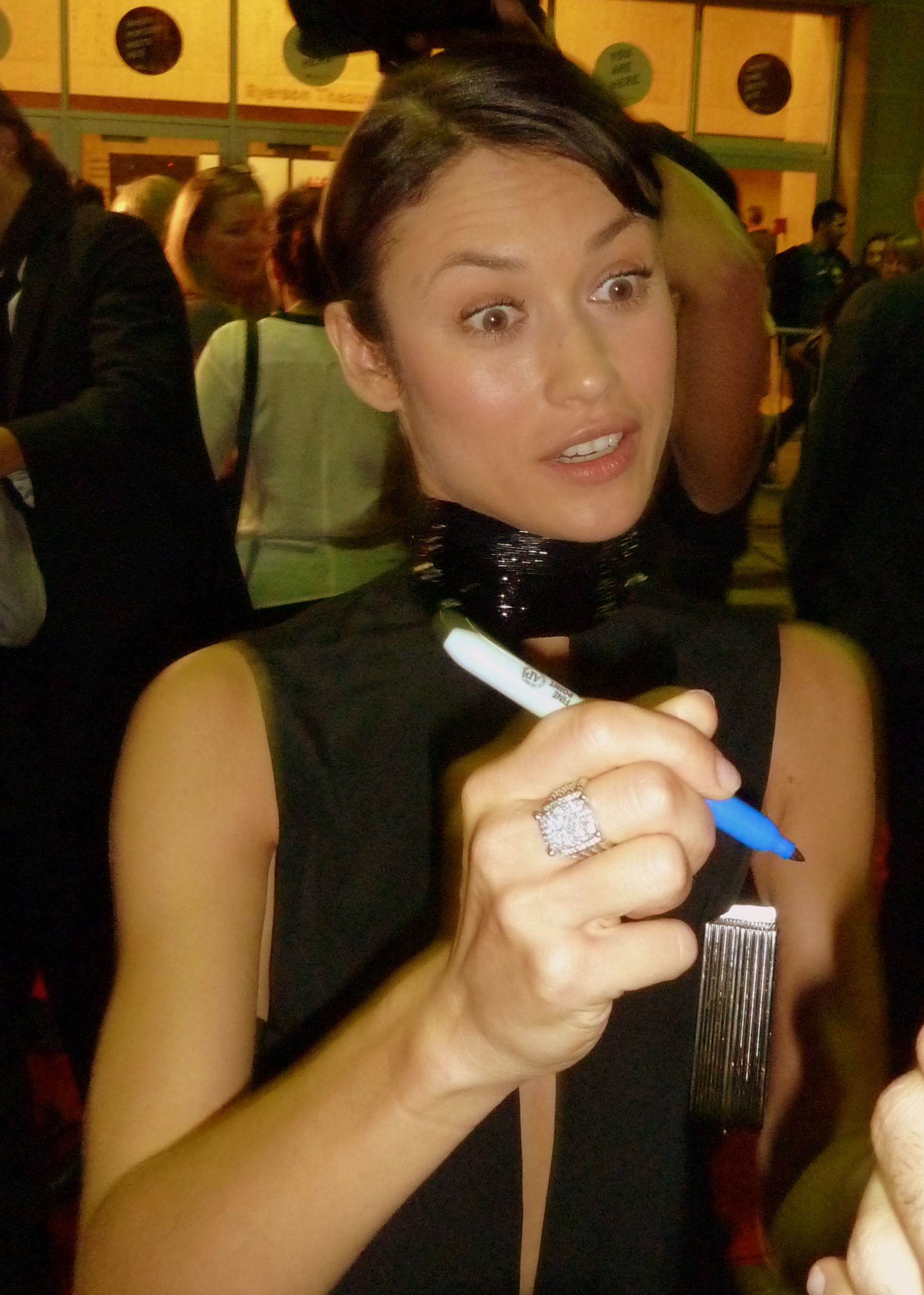
Olga Kurylenko na estreia de Seven Psychopaths no Festival de Filmes de Toronto, 2012.

Olga atuou no filme de drama romântico de Terrence Malick, To the Wonder, estrelado por Ben Affleck e Rachel McAdams. O filme foi rodado no outono de 2010 em Bartlesville, Oklahoma. Ela também esteve em Oblivion, um filme de ficção científica estrelado por Tom Cruise e dirigido por Joseph Kosinski. O filme foi rodado na Islândia, com a cinematografia elogiada pela beleza e composição, enquanto criticado por um roteiro um tanto vazio. O papel da misteriosa Julia Rusakova lhe rendeu a atenção controversa da Aliança de Mulheres Jornalistas de Cinema (AWFJ), notando a diferença de idade entre os três protagonistas: Tom Cruise, então com 51 anos, e as atrizes Olga Kurylenko e Andrea Riseborough com 17 e 20 anos a menos do que o herói, respectivamente; o que lhes valeu a indicação à categoria "Diferença de idade mais flagrante entre o protagonista e o interesse amoroso".
No ano seguinte, Kurylenko interpretou Alice Fournier no thriller de espionagem The November Man, ao lado do ex-James Bond, Pierce Brosnan. Ainda em 2014, ela estrelou o drama histórico The Water Diviner ao lado de Russell Crowe (que fez sua estreia na direção), Jacqueline McKenzie e Jai Courtney. Ela também interpretou a diretora em Vampire Academy. Mais tarde, ela atuou como protagonista nos filmes Momentum, Mara e The Bay of Silence.
Em 2017, ela atuou no filme de sátira política de Armando Iannucci, The Death of Stalin, como a pianista soviética Maria Yudina. O filme foi um sucesso de crítica e estrelou Steve Buscemi, Simon Russell Beale, Jason Isaacs, Michael Palin e Jeffrey Tambor. No ano seguinte, ela estrelou o épico filme de aventura de Terry Gilliam, The Man Who Killed Don Quixote (2018), estrelado por Adam Driver e Jonathan Pryce, onde estreou no Festival de Cinema de Cannes de 2018. Ela também atuou como a Baronesa Roxane de Giverny em L'Empereur de Paris, e como a espiã russa na comédia dirigida por Rowan Atkinson, Johnny English Strikes Again (2018). Em uma entrevista em 2019, Olga disse que aceitaria um novo convite para ser Bond girl.
Em 2021, ela estrelou o thriller de ação Sentinelle, onde ela interpreta uma soldado veterana que usa seu treinamento militar para vingar sua irmã - Marilyn Lima - que foi estuprada e deixada em coma por mafiosos. Neste filme ela faz uma cena de nudez com a atriz francesa Marine Duvivier. No mesmo ano, ela interpretou Antonia Dreykov, a Taskmaster, no filme Viúva Negra do Universo Cinematográfico da Marvel (MCU). Papel este que reprisou na seqüência planejada Thunderbolts*; apesar do destino do personagem, pelo qual foi elogiada pelo diretor: "Olga é uma ótima atriz e, claro, é uma conversa difícil de ter, mas ela foi uma profissional absoluta sobre isso e disposta a comparecer, e sou muito grato por isso." Em outubro, ela foi escalada para o filme de comédia de ação High Heat ao lado de Don Johnson. Em 2023, Olga atuou no filme Extraction 2, da Netflix, onde interpreta Mia, a ex-esposa e mãe do filho falecido do protagonista, o mercenário Tyler Rake; interpretado por Chris Hemsworth.
Em setembro de 2023, Olga Kurylenko estrelou como a protagonista do filme Boudica: Queen of War, sobre a rainha icena Boadiceia em sua luta contra o Império Romano. Outros papéis seguiram-se, com os suspenses Let God Sort It Out, Misdirection e suspense psicológico francês Other. No streaming, Olga estrela no suspense Efeito Paradoxo, para o canal Adrenalina Pura+, como uma ex-viciada que precisa enfrentar o submundo do crime e a polícia para salvar a vida da filha.

## Vida pessoal
Olga Kurylenko adquiriu a cidadania francesa em 2001, o que ela chamou de "uma decisão prática" porque era mais fácil viajar com passaporte francês sem visto, em vez de viajar com passaporte ucraniano. Ela se casou com o fotógrafo de moda francês Cedric van Mol em 2000. O casal se divorciou quatro anos depois. Ela se casou com o empresário americano de acessórios para celulares Damian Gabrielle em 2006; o casamento terminou em divórcio no final de 2007. Olga mudou-se para Londres em 2009. Ela e seu ex-namorado, o ator e escritor inglês Max Benitz, têm um filho que nasceu em outubro de 2015.
Em 24 de fevereiro de 2022, durante a invasão russa da Ucrânia, que faz parte da guerra russo-ucraniana, ela expressou apoio à Ucrânia no seu perfil oficial no Instagram.

## Filmografia

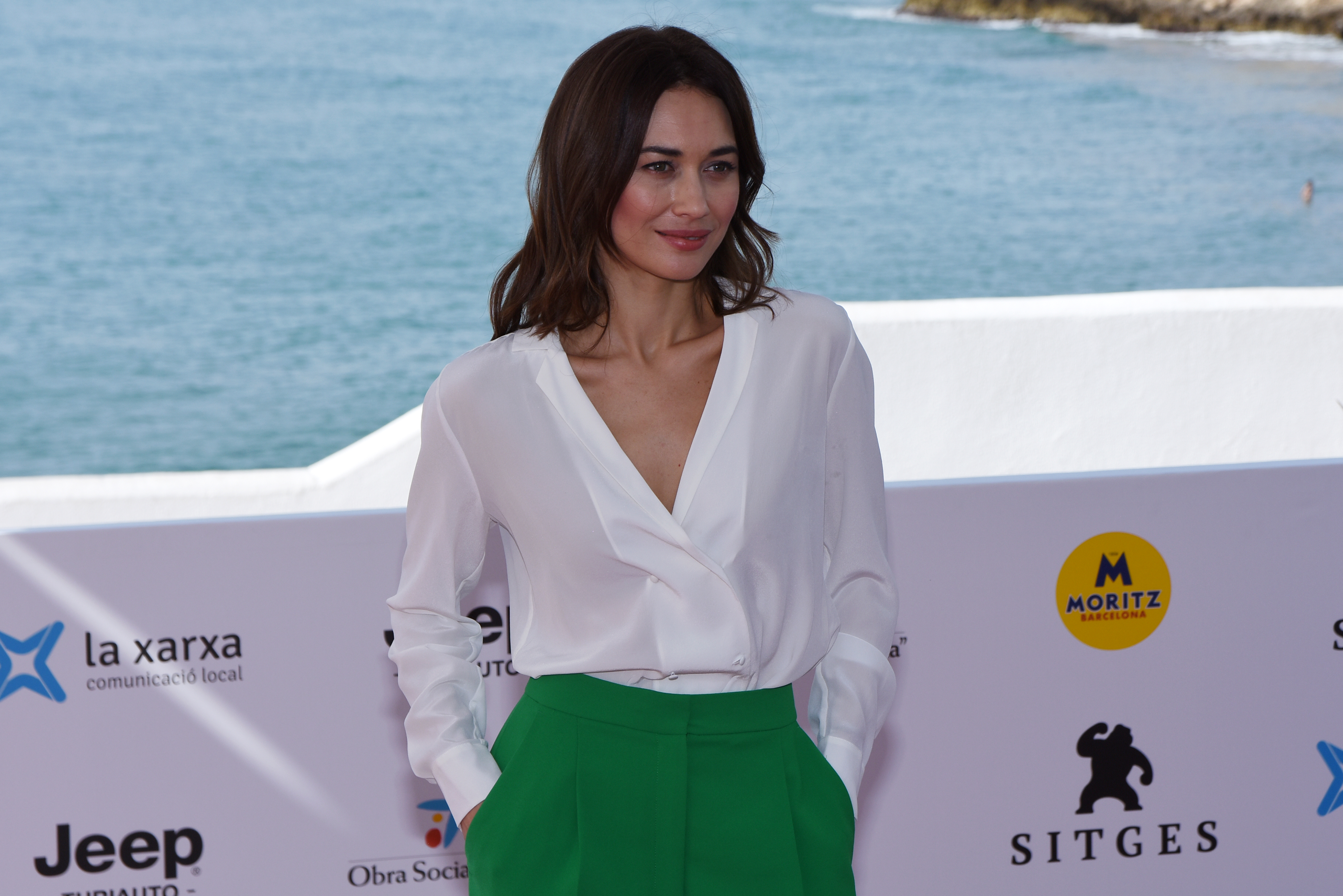
Olga Kurylenko no Festival de Cinema de Sitges em 2019.

| Ano  | Título                         | Personagem                   | Diretor                                           | Notas                                                                                       |
| ---- | ------------------------------ | ---------------------------- | ------------------------------------------------- | ------------------------------------------------------------------------------------------- |
| 2005 | L'Annulaire                    | Iris                         | Diane Bertrand                                    | Estréia como atriz, prêmio de Melhor Atriz no Festival Internacional de Cinema do Brooklyn. |
| 2006 | Paris, je t'aime               | A Vampira                    | Vincenzo Natali                                   | Segmento: Quartier de la Madeleine.                                                         |
| 2006 | Le Serpent                     | Sofia                        | Éric Barbier                                      |                                                                                             |
| 2007 | Hitman                         | Nika Boronina                | Xavier Gens                                       |                                                                                             |
| 2008 | À l'est de moi                 | Prostituta russa             | Bojena Horackova                                  |                                                                                             |
| 2008 | Max Payne                      | Natasha Sax                  | John Moore                                        |                                                                                             |
| 2008 | 007 - Quantum of Solace        | Camille Montes               | Marc Forster                                      |                                                                                             |
| 2009 | Kirot                          | Galia                        | Danny Lerner                                      |                                                                                             |
| 2010 | Centurião                      | Etain                        | Neil Marshall                                     |                                                                                             |
| 2011 | There Be Dragons               | Ildiko                       | Roland Joffé                                      |                                                                                             |
| 2011 | La Terre outragée              | Anya                         | Michale Boganim                                   | Também produtora executiva.                                                                 |
| 2012 | Erased                         | Anna Brandt                  | Philipp Stölzl                                    |                                                                                             |
| 2012 | To the Wonder                  | Marina                       | Terrence Malick                                   |                                                                                             |
| 2012 | Seven Psychopaths              | Angela                       | Martin McDonagh                                   |                                                                                             |
| 2013 | Oblivion                       | Julia Rusakova Harper        | Joseph Kosinski                                   |                                                                                             |
| 2014 | Academia de Vampiros           | Ellen Kirova                 | Mark Waters                                       |                                                                                             |
| 2014 | The November Man               | Alice Fournier/Mira Filipova | Roger Donaldson                                   |                                                                                             |
| 2014 | The Water Diviner              | Ayshe                        | Russell Crowe                                     |                                                                                             |
| 2015 | A Perfect Day                  | Katya                        | Fernando León de Aranoa                           |                                                                                             |
| 2015 | Momentum                       | Alex Farraday                | Stephen S. Campanelli                             |                                                                                             |
| 2016 | La corrispondenza              | Amy                          | Giuseppe Tornatore                                |                                                                                             |
| 2017 | The Death of Stalin            | Maria Yudina                 | Armando Iannucci                                  |                                                                                             |
| 2017 | Gun Shy                        | Sheila                       | Simon West                                        |                                                                                             |
| 2018 | Dans la brume                  | Anna                         | Daniel Roby                                       |                                                                                             |
| 2018 | The Man Who Killed Don Quixote | Jacqui                       | Terry Gilliam                                     |                                                                                             |
| 2018 | Mara                           | Kate Fuller                  | Clive Tonge                                       |                                                                                             |
| 2018 | Johnny English Strikes Again   | Ophelia                      | David Kerr                                        |                                                                                             |
| 2018 | O Imperador de Paris           | Baronesa Roxane de Giverny   | Jean-François Richet                              |                                                                                             |
| 2019 | L'Intervention                 | Jane Anderson                | Fred Grivois                                      | Personagem inspirada na militar assistente social Jehanne Bru.                              |
| 2019 | The Room                       | Kate                         | Christian Volckman                                |                                                                                             |
| 2019 | The Courier                    | The Courier                  | Zackary Adler                                     |                                                                                             |
| 2019 | Les Traducteurs                | Katerina Anisinova           | Rėgis Roinsard                                    |                                                                                             |
| 2020 | The Bay of Silence             | Rosalind                     | Paula van der Oest                                |                                                                                             |
| 2021 | Sentinelle                     | Klara                        | Julien Leclercq                                   |                                                                                             |
| 2021 | Viúva Negra                    | Antonia Dreykov / Taskmaster | Cate Shortland                                    | Versão com o com gênero trocado do personagem da Marvel.                                    |
| 2022 | Baenising: Mijesageon          | Alice                        | Denis Dercourt                                    | Filme franco-coreano.                                                                       |
| 2022 | White Elephant                 | Vanessa Flynn                | Jesse V. Johnson                                  |                                                                                             |
| 2022 | The Princess                   | Kai                          | Le-Van Kiet                                       |                                                                                             |
| 2022 | High Heat                      | Ana                          | Zach Golden                                       |                                                                                             |
| 2023 | Extraction 2                   | Mia                          | Sam Hargrave                                      |                                                                                             |
| 2023 | Boudica: Queen of War          | Boadiceia                    | Jesse V. Johnson                                  |                                                                                             |
| 2023 | Paradox Effect                 | Karina                       | Scott Weintrob                                    |                                                                                             |
| 2024 | Chief of Station               | Krystyna Kowerski            | Jesse V. Johnson                                  |                                                                                             |
| 2025 | Thunderbolts*                  | Antonia Dreykov / Taskmaster | Jake Schreier                                     | Versão com o com gênero trocado do personagem da Marvel.                                    |
| 2025 | Fox Hunt                       | Elsa                         | Leo Zhang                                         |                                                                                             |
| 2025 | Misdirection †                 | Sara Black                   | Kevin Lewis                                       | Pós-produção.                                                                               |
| ASA  | Afterburn †                    | Drea                         | J. J. Perry                                       | Pós-produção.                                                                               |
| —    | Empires of the Deep †          | A Rainha Sereia              | Jonathan Lawrence, Michael French, & Scott Miller | Não-lançado.                                                                                |

### Televisão

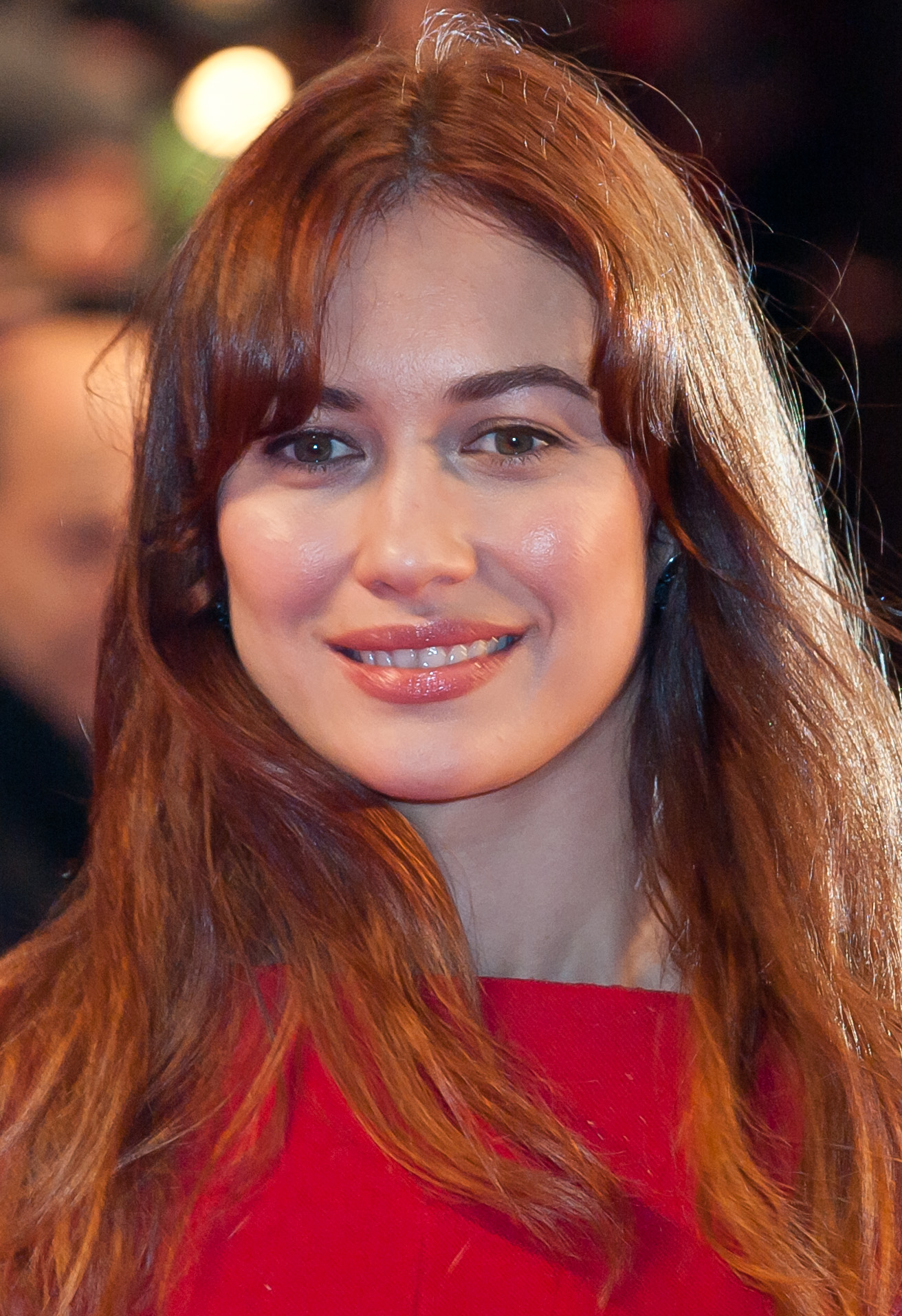
Olga Kurylenko na Berlinale de 2015.

| Ano       | Título                              | Personagem                        | Diretor                                        | Notas                                               |
| --------- | ----------------------------------- | --------------------------------- | ---------------------------------------------- | --------------------------------------------------- |
| 2001      | Largo Winch                         | Carole                            |                                                | Série de televisão (1 episódio: "Condessa Vanessa") |
| 2006      | Le Porte-bonheur                    | Sophia                            | Laurent Dussaux                                | Telefilme                                           |
| 2007      | Suspectes                           | Eva Pirès                         |                                                | Minissérie (7 episódios)                            |
| 2010      | Tyranny                             | Mina Harud                        | John Beck Hofmann                              | Série de televisão (5 episódios); também roteirista |
| 2012–2013 | Magic City                          | Vera Evans                        | Principalmente Ed Bianchi e Simon Cellan Jones | Série de televisão (16 episódios)                   |
| 2014      | Mission Control                     | Notíciário de transmissão da NASA | Will Ferrell                                   | Episódio 13: Go Home                                |
| 2020      | Wonderland, the girl from the shore | Alice                             | Hervé Hadmar                                   | 6 episódios                                         |
| 2022      | Treason                             | Kara Yusova                       |                                                | Minissérie (5 episódios)                            |
| 2023      | D'argent et de sang                 | Julia                             | Xavier Giannoli e Frederic Planchon            | Minissérie                                          |

### Vídeo game
| Ano  | Título                 | Personagem     | Notas    |
| ---- | ---------------------- | -------------- | -------- |
| 2008 | 007: Quantum of Solace | Camille Montes | Dublagem |

## Prêmios e Indicações
| Ano  | Premiação                                     | Categoria                         | Filme                   | Resultado |
| ---- | --------------------------------------------- | --------------------------------- | ----------------------- | --------- |
| 2006 | Festival Internacional de Cinema do Brooklyn  | Melhor Atriz                      | L'Annulaire             | Venceu    |
| 2009 | Saturn Awards                                 | Melhor Atriz Coadjuvante          | 007 - Quantum of Solace | Indicado  |
| 2009 | Saturn Awards                                 | Melhor Atriz                      | 007 - Quantum of Solace | Indicado  |
| 2012 | Sociedade de Críticos de Cinema de Boston     | Melhor Elenco                     | Seven Psychopaths       | Venceu    |
| 2012 | Sociedade dos Críticos de Cinema de San Diego | Melhor Performance de um Conjunto | Seven Psychopaths       | Indicado  |